# Skin (film, 1987)
Pour plus de détails, voir Fiche technique et Distribution.
Skin est un film belge réalisé par Guido Henderickx en 1986 et sorti en 1987.

## Distribution
- Arno : Chico
- Hilde Van Mieghem : Greta
- Maggie Wing Yu : Eva
- Josse De Pauw : Max
- Gene Bervoets : S.T.A.N.
- Marc Lauwrys : Rik